# 케빈 콘로이
케빈 콘로이(Kevin Conroy, 1955년 11월 30일 ~ 2022년 11월 10일)는 미국의 배우이다.

## 출연 작품
- 저스티스 리그 vs 더 페이탈 파이브 (2019)
- 베트맨과 할리퀸 (2017)
- 배트맨: 더 킬링 조크 (2016)
- 요가 호저스 (2016)
- 배트맨 vs. 로빈 (2015)
- 배트맨:아캄습격 (2014)
- 배트맨: 어썰트 온 아캄 (2014)
- 저스티스 리그: 더 플래쉬포인트 패러독스 (2013)
- 저스티스 리그: 둠 (2012)
- 어 퍼스트 룩 엣 슈퍼맨/배트맨: 아포칼립스 (2010)
- 슈퍼맨/배트맨: 아포칼립스 (2010)
- 슈퍼맨/배트맨: 퍼블릭 에너미 (2009)
- 배트맨 - 브레이브 앤 더 볼드 (2008)
- 배트맨 - 고담 나이트 (2008)
- 배트맨 - 배트우먼의 미스터리 (2003)
- 저스티스 리그 (2001)
- 배트맨 - 돌아온 조커 (2000)
- 배트맨 비욘드 - 시리즈 (1999)
- 배트맨 비욘드: 더 무비 (1999)
- 배트맨과 미스터 프리즈 (1998)
- 배트맨 - 고담의 기사 (1997)
- 배트맨 수퍼맨 무비: 월즈 파이니스트 (1996)
- 아일랜드 시티 (1994)
- 배트맨 - 유령의 마스크 (1993)
- 배트맨 - TV 만화 시리즈 (1992)
- 천사의 유혹 (1991)
- 싸이코 킬러 (1990)
- 킬러의 그림자 (1988)
- 머나먼 정글 (1987)
- 치어스 (1982)
- 다이너스티 (1981)